# Paul Deschamps
Paul Deschamps (19 września 1888 w Paryżu, zm. 25 lutego 1974 w Paryżu) – historyk francuski, mediewista. 
Zajmował się dziejami sztuki średniowiecznej oraz architekturą państw krzyżowych. 

## Wybrane publikacje
- Terre Sainte romane, collection Zodiaque, 1964.
- Combats de cavalerie et épisodes des Croisades dans les peintures murales du XIIe et du XIIIe siècle, 1947.
- Étude sur les sculptures de Sainte-Foy de Conques et de Saint-Sernin de Toulouse, 1942.
- Le krak des chevaliers, 1929.
- Tables d'autel de marbre, 1925.
- Recueil de textes relatifs à l'histoire de l'architecture et à la condition des architectes en France, au moyen âge, 1911-1929.
- Musée national des monuments français : guide du visiteur, 1945.
- French sculpture of the Romanesque period, eleventh and twelfth centuries, 1930.
- Institut de France. Académie des inscriptions et belles-lettres: lu dans la séance du 8 février 1952 / Discours de M. Paul Deschamps,... à l'occasion de la mort de M. Emmanuel Walberg, 1952.
- Les Châteaux des Croisés en Terre Sainte, 1934-1939.

## Publikacje w języku polskim
- Crac des Chevaliers. Studium historyczne i archeologiczne poprzedzone ogólnym wstępem na temat Syrii w czasach Franków, Oświęcim: Napoleon V 2016.